# Zapasy na Igrzyskach Panamerykańskich 1951
Turniej ten został rozegrany w ramach igrzysk panamerykańskich w Buenos Aires.

## Tabela medalowa
|   | Państwo           |   |   |   | Razem: |
| - | ----------------- | - | - | - | ------ |
| 1 | Argentyna         | 4 | 4 | 0 | 8      |
| 2 | Stany Zjednoczone | 4 | 3 | 1 | 8      |
| 3 | Brazylia          | 0 | 1 | 0 | 1      |
| 4 | Meksyk            | 0 | 0 | 5 | 5      |
| 5 | Kuba              | 0 | 0 | 1 | 1      |
| 5 | Panama            | 0 | 0 | 1 | 1      |
|   | razem:            | 8 | 8 | 8 | 24     |

## Wyniki

### W stylu wolnym
| Waga   | złoty                 | srebrny            | brązowy            |
| ------ | --------------------- | ------------------ | ------------------ |
| 52 kg  | Hugh Peery            | Manuel Varela      | Rodolfo Dávila     |
| 57 kg  | Joseph R.le Meyre     | Adolfo Díaz        | Leonardo Basurto   |
| 62 kg  | Omar Blebel           | Maurey G.Lewis     | Guillermo Palomino |
| 67 kg  | Newton E.Copple       | Osvaldo Blasi      | José Luis Pérez    |
| 73 kg  | Melvin Allen Northrop | Alberto Longarella | José López         |
| 79 kg  | León Genuth           | Lou H.Northon      | Eduardo Assam      |
| 87 kg  | Ulises Martorella     | Athenor Dasilva    | Donald G.Mac Cann  |
| +87 kg | Adolfo Ramírez        | Ralph Schmidt      | Luis Friedman      |